# Philippe Routier
Philippe Routier est un écrivain français . Après une enfance en Allemagne, en Algérie, en Lorraine, il arrive à 15 ans à Paris. Après des études de droit, de lettres et de nombreux petits boulots, il devient, entre autres, aiguilleur de trains, responsable des chefs de bord d'Eurostar, auteur de dramatiques pour Radio France, dircom de crise...  Romancier, il publie aussi des poèmes, des nouvelles (dans Liberté -Québec-, Lettre internationale, Mook, Arpa -mai 2025-, Rue Saint Ambroise -juin 2025- etc.) et des livres d'artiste (Bleu d'automne, avec Jean-Jacques Laurent, -février 2025- éditions Tôle ondulée).  

## Romans
- Le Passage à niveau (Stock, 2006 ; Le Livre de poche, 2008).
- Le Veilleur du Britannia (Stock, 2008 ; Le Livre de poche, 2009).
- Pour une vie plus douce (Stock, 2009; J'ai lu, janvier 2012). Ce roman a inspiré Une vie meilleure, film de Cédric Kahn avec Guillaume Canet et Leïla Bekhti (sorti au cinéma en 2012)[2].
- Noces de verre, (Stock, 2012).
- L'enfant du parc, (Stock, 2014; J'ai lu, 2016)

## Théâtre
Réseau nord  (pièce diffusée sur France culture dans "Le nouveau répertoire dramatique" de Lucien Attoun).